# Enlace de coordinación

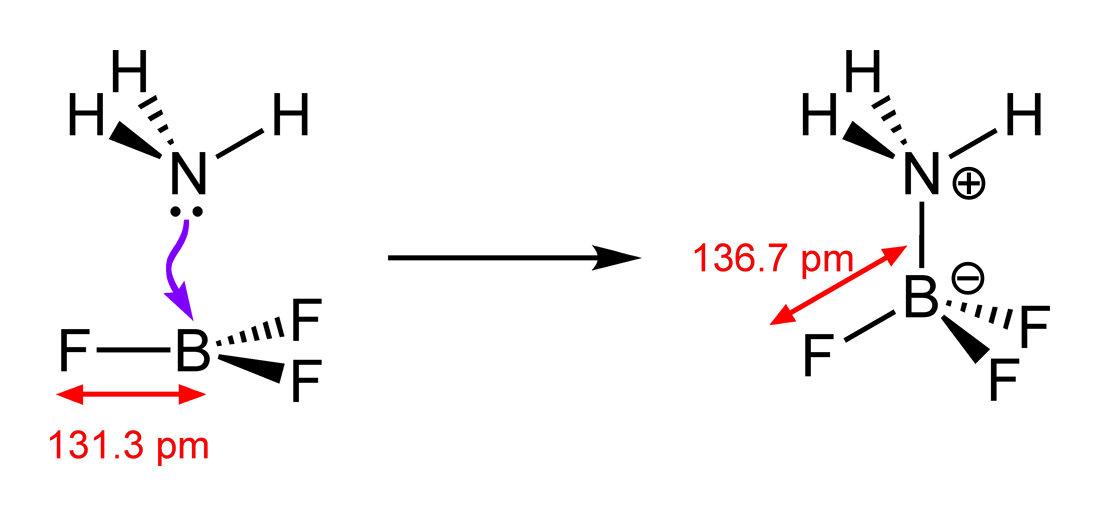
Formación de un aducto de amoníaco y trifluoruro de boro, que implica la formación de un enlace covalente coordinado.

El enlace de coordinación o coordinado, también conocido como enlace bipolar, es  un enlace covalente en el que un par de electrones compartido por dos átomos es aportado por solo uno de ellos. El átomo que aporta el par de electrones se denomina dador, y el que lo recibe, receptor.
Típicamente un enlace de coordinación se forma cuando una base de Lewis dona un par de electrones a un ácido de Lewis. Los complejos químicos que son estructuras moleculares en las que un átomo central (por lo general un catión metálico) se encuentra enlazado a otras moléculas denominadas ligandos también están formados por este tipo de enlace.  
Esta descripción de enlace es característica de la teoría del enlace de valencia y no tiene cabida en la teoría de orbitales moleculares o en la teoría del campo de ligandos de los complejos de coordinación.